# Nachal Namer
Nachal Namer (hebrejsky: נחל נמר, arabsky: Vádí al-Dalam) je vádí v Horní Galileji, v severním Izraeli a v Libanonu.
Začíná v nadmořské výšce okolo 500 metrů, v kopcovité krajině v prostoru izraelské vesnice Arab al-Aramša, která leží na dotyku s mezinárodní izraelsko-libanonskou hranicí. Směřuje pak rychle se zahlubujícím údolím se zalesněnými svahy k západu. Míjí ze severu vesnici Adamit, zprava přijímá vádí Nachal Tavul a v krátkém úseku tvoří hranici mezi oběma státy. Pak se stáčí k jihu a prudce klesá z pohraničních kopců, okolo výšiny Ramat Adamit, do údolí Bik'at Šefa, které je již výběžkem izraelské pobřežní planiny. Tento úsek je turisticky využívaný. Nachází se tu i jeskyně Ma'arat Namer (מערת נמר) a další jeskyně v okolních svazích. V údolí Bik'at Šefa ústí vádí zprava do Nachal Becet.